# TGF-beta-signalvägen
TGF-beta-signalvägen är en signaltransduktionsväg som aktiveras av ligander i TGF-beta-superfamiljen, bland annat TGF-beta eller transforming growth factor beta, BMPs eller bone morphogenetic proteins, m.fl. Den är involverad bland annat i cellöverlevnad, celldifferentiering och celltillväxt, bland annat hos utvecklande embryo men även hos mogna celler.
Signalvägen är förhållandevis enkel, jämfört med andra signaltransduktionsvägar:
1. Bindande av TGF-beta till en TGF-beta typ II-receptordimer, detta rekryterar även typ I-receptorer.
2. Bindningen aktiverar receptorns fosforolytiska aktivitet, varpå typ II-receptorerna fosforylerar typ I-receptorerna.
3. Detta skapar ett inbindningsställe för adapterproteinet SARA.
4. SARA gör att RSMAD-proteiner kan binda in till receptorkomplexet, varpå de fosforyleras.
5. Fosforylerade RSMAD-proteiner dissocierar från proteinkomplexet och binder till en co-SMAD kallad SMAD4.
6. RSMAD/coSMAD-komplexet uttrycker tillsammans en aktiv NLS-sekvens, vilket gör att importin binder in och transporterar in komplexet till cellkärnan där de binder och aktiverar ett antal transkriptionsfaktorer.
7. Detta ökar transkriptionen av ett antal gener, bland annat mRNA som är involverade i apoptos, bildande av extracellulärt matrix, m.m.